# 飯田喜四郎
飯田 喜四郎（いいだ きしろう、1924年11月22日 - 2025年1月4日）は、日本の建築史家。専攻は、フランス建築史（中世ゴシック建築）・建築保存修復学。工学博士。名古屋大学名誉教授。博物館明治村館長、財団法人明治村副理事長。NPO法人歴史建築保存再生研究所理事。 
日本における西洋建築史学の研究者としての著作、翻訳が多数あるほか、新宿御苑御休所、原爆ドーム等多くの保存修復事業の委員長を歴任した。

## 経歴
現在の東京都新宿区生まれ。松本高等学校理科甲類、東京大学第二工学部建築学科卒業。1953年から1956年にフランス留学、フランス文部省文化財保護事業部主任建築家事務所にて研鑽を積む。帰国後、宮内庁管理部勤務を経て、1963年、名古屋大学工学部助教授。1966年、名古屋大学教授。1982年、文化庁文化財保護審議会専門委員。1988年、名古屋大学を退官し、愛知工業大学教授。1992年から1997年、神宮司庁。伊勢神宮の第61回式年遷宮の神宮司技監を務めた。1997年、博物館明治村館長、愛知工業大学客員教授。2003年、「我が国における西洋建築史学の確立と建築文化財保存の実践に対する貢献」により日本建築学会大賞を受賞。同年11月、瑞宝中綬章を受章。
2025年1月4日午前0時42分、老衰のため死去。100歳没。

## 博物館明治村
博物館明治村との関わりは、開村（開館）前の1963年に建築委員会委員となって以来。1979年、博物館明治村を運営する財団法人明治村の理事。1989年、常務理事。1997年に博物館明治村4代目館長に就任した。

## 書籍

### 著書・責任編集
- 世界の建築5  ゴシック （学研、1982年6月）
- ゴシック建築のリブ・ヴォールト （中央公論美術出版、1989年2月）
- 世界美術大全集西洋編 第9巻 ゴシック （小学館、1995年2月）黒江光彦と共編

### 翻訳
- ゴシック　ハンス・H・ホーフシュテッター/解説 ルネ・ベルジェ/写真 （美術出版社、1970年）
- 大図説 世界の建築　ジョン・ジュリアース・ノリッジ編 （小学館、1977年）

第13回日本翻訳出版文化賞 (平松)受賞。堀内清治、桐敷真次郎と日本語版監修
- カテドラルを建てた人びと　ジャン・ジェンペル/著 （鹿島出版会、1978年）
- カテドラル 最も美しい大聖堂のできあがるまで　デビット・マコーレイ解説 （岩波書店、1980年）
- ドーム　アン・マクレガー、スコット・マグレガー/共著 （草思社、1982年6月）
- ゴシック建築の構造　ロバート・マーク/著 （鹿島出版会、1983年11月）
- 建築講話 第1巻　E・E・ヴィオレ・ル・デュック/著 （中央公論美術出版、1986年4月）
  - 建築講話 第2巻（黒岩俊介共訳、中央公論美術出版、2024年） ISBN 4805508574
- ギュスターヴ・エッフェル パリに大記念塔を建てた男　アンリ・ロワレット/著 丹羽和彦共訳 （西村書店、1989年10月）
- 光と風と構造 建築デザインと構造のミステリー　R.マーク/著 （鹿島出版会、1991年7月）
- ヴェルサイユ宮 華麗なる宮殿の歴史　J・C・ル・ギユー/イラスト・文 （西村書店、1992年7月）
- ルーヴル宮 パリを彩った800年の歴史　J・C・ル・ギユー/イラスト・文 （西村書店、1992年7月）
- フレッチャー世界建築の歴史 建築・美術・デザインの変遷　ジョン・モスグローヴ/編 小寺武久と監訳 （西村書店、1996年9月）
- 図説世界建築史7 ロマネスク建築　ハンス・エリッヒ･クーバッハ/著 （本の友社、1996年9月）
- 図説世界建築史5 ビザンティン建築　シリル・マンゴー/著 （本の友社、1999年10月）
- 建築シンボリズム 帝政ローマと中世における　E・ボルドウィン・スミス/著 河辺泰宏、辻本敬子共訳 （中央公論美術出版、2002年2月）